# Tansu

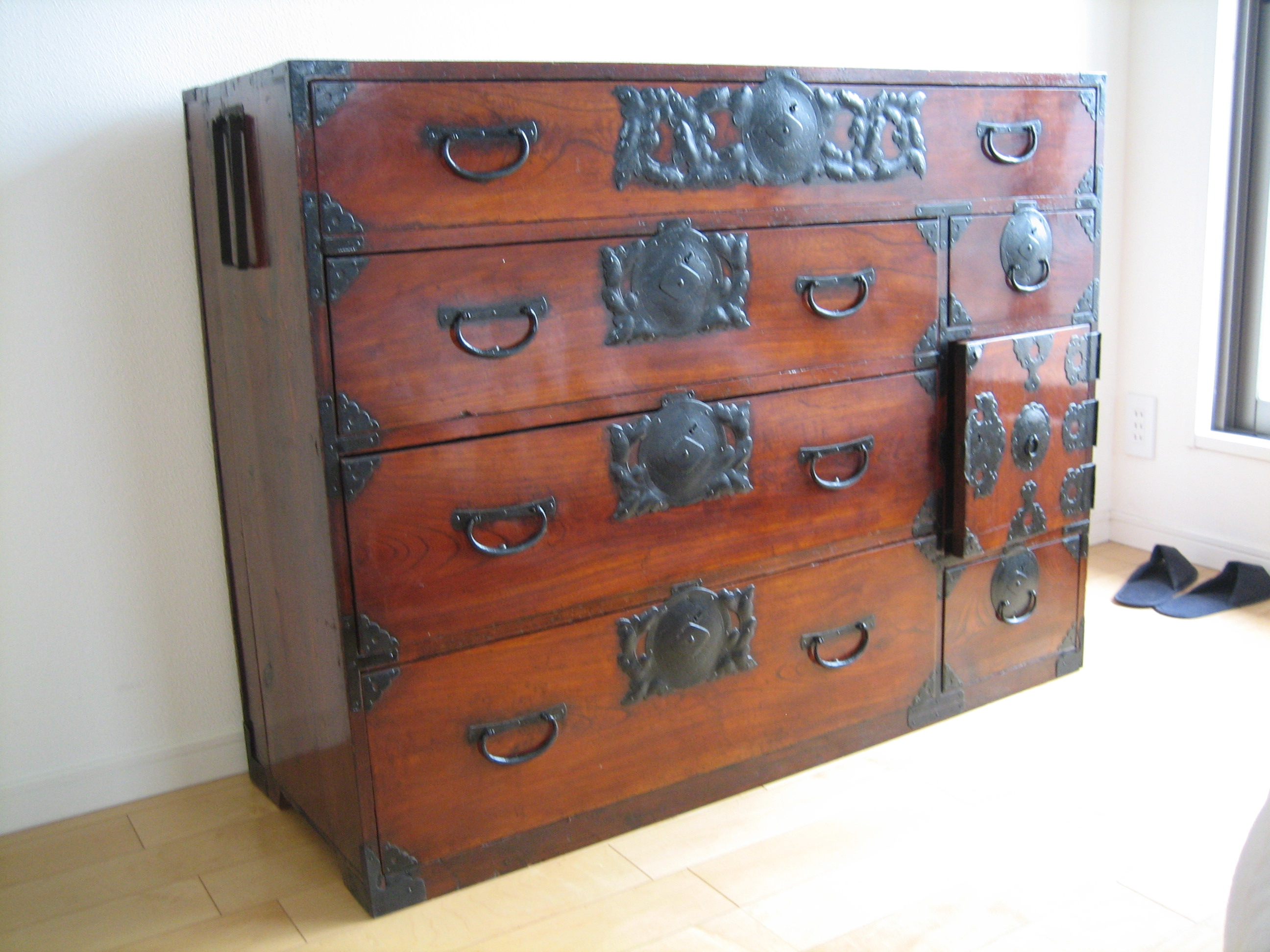
Tansu

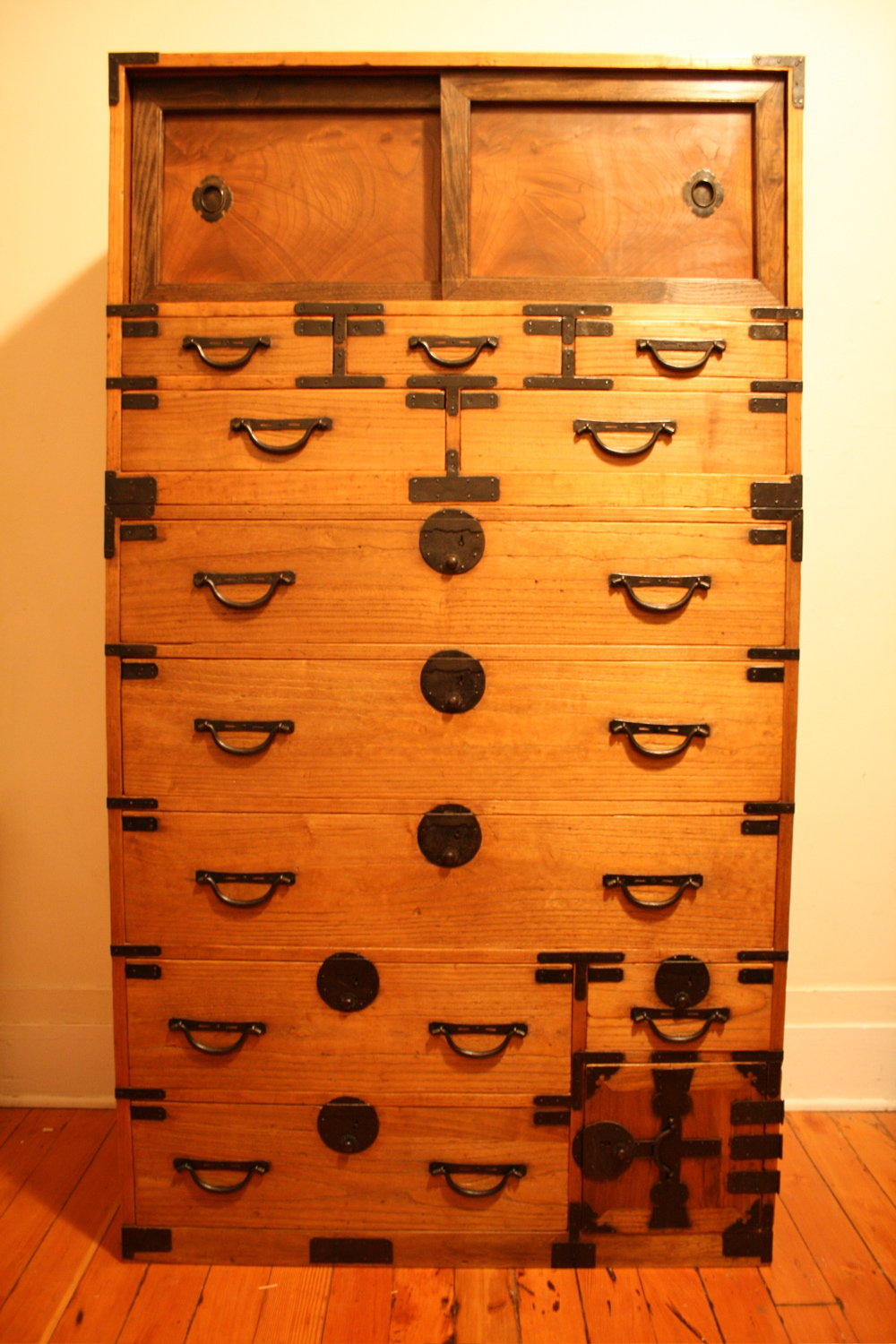
Tansu

Tansu (jap. 箪笥, dt. „Truhe, Kommode, Schrank“). Es ist ein traditionelles antikes japanisches Möbelstück aus leichtgewichtigen Holzarten. Kennzeichnend für dieses sind kunstvolle Metallbeschläge und Schlösser mit floralen Mustern oder Ornamenten und eine asymmetrische Aufteilung.

## Geschichte und Verwendungszweck
Die meisten antiken Tansu waren transportabel, entweder getragen auf Schulterstangen, mit Handgriffen oder gerollt auf eingebauten Holzrädern. In großen Kuruma-Tansu („rollende Truhen“) bewahrten wohlhabende Familien die meisten ihrer Besitztümer auf. In der Edo-Zeit (1603–1868) benutzten Edelleute und Samurai Tansu, um ihren vornehmen Status darzustellen. Manche lagerten Bücher und Schwertklingen darin (Katana-Tansu), andere Teeutensilien (Cha-Tansu) und medizinische Kräuter (Kusuri-Tansu) oder Geschäftsbücher. Viele Tansu dienten mit ihren tiefen Schubladen für die Lagerung der speziellen ausladenden Zeremoniekleidung (Isho-Tansu). In vornehmen Familien wurde anlässlich der Geburt einer Tochter ein Kiri-Baum (Blauglockenbaum) gepflanzt. Aus dessen schnell wachsendem Holz wurde anlässlich ihrer Hochzeit ein Tansu gefertigt, der den Stand ihrer Familie repräsentierte und in dem sie ihre Besitztümer zur Familie des Ehemannes schickte. Händler und Seefahrer adaptierten die Truhen zur Aufbewahrung ihrer Aufzeichnungen (Choba-Tansu). Um diese Truhen auf ihren Reisen zu schützen, wurden die gefährdeten Stellen mit Eisen beschlagen – ein Stilmittel, das Verbreitung fand: Um Kunden und Besucher zu beeindrucken, erhielten die Truhen immer mehr und kunstvollere Ornamente. Tansu für Küchenutensilien und Essbesteck (Mizuya-Tansu) und Kaidan-Tansu (sog. „Treppen-Schränke“ zum Aufstieg aufs Dach) waren weitere gängige Verwendungszwecke.

## Materialien/Handwerk
Ein Tansu entstand traditionell aus der Zusammenarbeit von drei Handwerkern: Schreiner, Lackierer und Schmied. Der Schreiner trug für die gesamte Verarbeitung die Verantwortung und für die Auswahl des Holzes: gängig waren Blauglockenbaum (kiri), Sicheltanne (sugi) und Zelkove (keyaki). Die Verwendung von Furnierholz war undenkbar und die Truhen wiesen nur sehr wenige Nähte auf. Sicheltanne und Blauglockenbaum wurden für das Gehäuse und die Schubladen verarbeitet, und auch als Frontholz eingesetzt. Der Duft von Sicheltanne wehrt Motten ab und das leichtgewichtige Blauglockenbaumholz passt sich durch seine stoffeigene Flexibilität den japanischen Eigenheiten wie der Humidität und der stets drohenden Gefahr eines Erdbebens an, ohne zu bersten. Bei sehr prächtigen und repräsentativen Truhen wurde zudem Zelkove-Holz mit flammenartigen Holzfasern und einem glühenden orangebraunen Farbton für Schubladenfronten und Vorderansichten genutzt. Der Lackierer veredelte mit einem transparenten Lack aus natürlichen Bestandteilen, dem Urushi, die Oberfläche. Der Innenbereich blieb gewöhnlicherweise unbehandelt. Der Schmied fertigte schwarze Eisenbeschläge und Schlösser an, welche neben einer Verstärkung und Befestigung auch die ästhetische Wirkung verstärkten.

## Regionale Stile
Tansu wurden in vielen Regionen Japans hergestellt und verwendet. Größere Städte, Handelsplätze und Regierungsbezirke entwickelten ihren eigenen charakteristischen Stil. Die meisten Tansu aus einer Region ähneln sich z. B. was die Gestaltung der Beschläge oder die Schubfachanordnung betrifft. Holzauswahl und Lackierung können auch regional bezeichnend sein.